# Partie polityczne we Włoszech
Partie polityczne we Włoszech – układ głównych włoskich ugrupowań politycznych w 2014 oraz wykaz najważniejszych partii nieistniejących (od początku lat 90.).

## Ugrupowania reprezentowane w parlamencie krajowym lub europejskim
Posiadające własną frakcję przynajmniej w jednej z izb parlamentu
- Forza Italia (FI)
- Partia Demokratyczna (Partito Democratico, PD)
- Wybór Obywatelski – Z Montim dla Włoch (Scelta Civica – Con Monti per l'Italia)
- Lewica, Ekologia, Wolność (Sinistra Ecologia Libertà, SEL)
- Liga Północna (Lega Nord, LN)
- Centrum Demokratyczne (Centro Democratico, CD)
- Ruch Pięciu Gwiazd (MoVimento 5 Stelle, M5S)
- Unia Centrum (Unione di Centro, UdC), w tym Unia Chrześcijańskich Demokratów i Demokratów Centrum (Unione dei Democratici Cristiani, UDC)
- Włochy Wartości (Italia dei Valori, IdV)
- Bracia Włosi – Sojusz Narodowy (Fratelli d’Italia – Alleanza Nazionale, FdI)

Pozostałe
- Przyszłość i Wolność (Futuro e Libertà)
- Kierunek Północ (Verso Nord)
- Liberalni Demokraci (Liberaldemocratici, LD)
- Ludowcy Włoch Jutra (I Popolari di Italia Domani, PID)
- My Południe (Noi Sud)
- Partia Emerytów (Partito dei Pensionati, PP)
- Południowotyrolska Partia Ludowa (Südtiroler Volkspartei, SVP)
- Róża dla Włoch (Rosa per l'Italia)
- Ruch dla Autonomii (Movimento per l'Autonomia, MpA)
- Siła Południa (Forza del Sud)
- Sojusz Centrum na rzecz Wolności (Alleanza di Centro per la Libertà, AdC)
- Sojusz dla Włoch (Alleanza per l'Italia, ApI)
- UDEUR Ludowcy dla Południa (UDEUR Popolari per il Sud, PS)
- Unia Waldotańska (Union Valdôtaine, UV)
- Włoscy Radykałowie (Radicali Italiani, RAD)
- Włoska Partia Liberalna (Partito Liberale Italiano, PLI)
- Partia Socjalistyczna (Partito Socialista, PS)
- Włoska Partia Republikańska (Partito Repubblicano Italiano, PRI)

## Pozostałe
- Federacja Zielonych (Federazione dei Verdi, Verdi)
- Federacja Lewicy (Federazione della Sinistra) w tym Odrodzenie Komunistyczne (Partito della Rifondazione Comunista, RC) i Partia Komunistów Włoskich (Partito dei Comunisti Italiani, PdCI)
- Prawica (La Destra)
- Nowa Siła (Forza Nuova, FN)
- Ruch Socjalny – Trójkolorowy Płomień (Movimento Sociale Fiamma Tricolore, MS-FT)
- Zjednoczeni Socjaliści (Socialisti Uniti, SU)
- Włoska Partia Socjaldemokratyczna (Partito Socialista Democratico Italiano, PSDI)
- Tyrolska Partia Autonomii dla Trentino (Partito Autonomista Trentino Tirolese, PATT)

## Nieistniejące
Koalicje i bloki:
- Lud Wolności (Popolo della Libertà, PdL), federacja 2007-2009, partia 2009-2013
- Biegun Autonomii (Polo dell'Autonomia, PdA), 2009
- Dom Wolności (Casa delle Libertà, CdL), 2000–2008, w 1994 jako Biegun Wolności (Polo delle Libertà) i Biegun Dobrego Rządu (Polo del Buon Governo), następnie 1996–2000 jako Biegun na rzecz Wolności (Polo per le Libertà)
- Drzewo Oliwne (Ulivo), 1995–2007
- Lewica-Tęcza (La Sinistra – L'Arcobaleno, SA), 2007–2008
- Nowy Biegun dla Włoch (Nuovo Polo per l'Italia, NPI), 2010–2012
- Pakt dla Włoch (Patto per l'Italia), 1994–1995
- Róża w Pięści (Rosa nel Pugno, RnP), 2005–2007
- Sojusz Postępowców (Alleanza dei Progressisti), 1994–1995
- Unia (L’Unione), 2005–2008

Rozwiązane w związku z przekształceniem Lewicy, Ekologii, Wolności w jednolitą partię w 2010:
- Ruch na rzecz Lewicy (Movimento per la Sinistra, MpS)
- Zjednoczenie Lewicy (Unire la Sinistra, UlS)
- Demokratyczna Lewica (Sinistra Democratica, SD)

Rozwiązane w związku z przekształceniem Ludu Wolności w jednolitą partię w 2009:
- Naprzód, Włochy! (Forza Italia, FI)
- Sojusz Narodowy (Alleanza Nazionale, AN)
- Akcja Socjalna (Azione Sociale, AS)
- Chrześcijańska Demokracja dla Autonomii (Democrazia Cristiana per le Autonomie, DCA)
- Federacja Chrześcijańskich Ludowców (Federazione dei Cristiano Popolari, FCP)
- Liberalni Ludowcy (Popolari Liberali, PL)
- Liberalni Reformatorzy (Riformatori Liberali, RL)
- Nowa Włoska Partia Socjalistyczna (Nuovo Partito Socialista Italiano, NPSI)
- Włosi w Świecie (Italiani nel Mondo, IdM)

Rozwiązane w związku z powstaniem Partii Demokratycznej w 2007:
- Demokraci Lewicy (Democratici di Sinistra, DS)
- Demokracja to Wolność – Stokrotka (Democrazia è Libertà – La Margherita, DL)
- Środkowe Włochy (Italia di Mezzo, IdM)
- Sojusz Reformistów (Alleanza Riformista, AR)
- Demokratyczni Republikanie (Repubblicani Democratici, RD)

Rozwiązane w związku z powstaniem UDC w 2002:
- Centrum Chrześcijańsko-Demokratyczne (Centro Cristiano Democratico, CCD)
- Europejska Demokracja (Democrazia Europea, DE)
- Zjednoczeni Chrześcijańscy Demokraci (Cristiani Democratici Uniti, CDU)

Rozwiązane w związku z powstaniem Margherity w 2002:
- Demokraci (I Democratici)
- Odnowienie Włoskie (Rinnovamento Italiano, RI)
- Włoska Partia Ludowa (Partito Popolare Italiano, PPI)

Rozwiązane w związku z powstaniem Demokratów w 1999:
- Ruch na rzecz Demokracji – Sieć (Movimento per la Democrazia – La Rete)
- Unia Demokratyczna (Unione Democratica, UD)

Rozwiązane w związku z powstaniem Demokratów Lewicy w 1998:
- Społeczni Chrześcijanie (Cristiano Sociali, CS)
- Demokratyczna Partia Lewicy (Partito Democratico della Sinistra, PdDS)

Pozostałe:
- Socjaliści Włoscy (Socialisti Italiani), rozwiązana w związku z powstaniem Włoskich Demokratycznych Socjalistów w 1998
- Sojusz Demokratyczny (Alleanza Democratica), rozwiązana w związku z powstaniem Związku Demokratycznego w 1996
- Unia Demokratyczna na rzecz Republiki (Unione Democratica per la Repubblica), rozwiązana w związku z rozłamami i powstaniem Popolari-UDEUR w 1999
- Pakt Segniego (Patto Segni), rozwiązana w 2003
- Włoscy Demokratyczni Socjaliści (Socialisti Democratici Italiani, SDI), rozwiązana w związku z powstaniem Partii Socjalistycznej w 2008
- Europejski Ruch Republikański (Movimento Repubblicani Europei, MRE), rozwiązana w związku z akcesem do Włoskiej Partii Republikańskiej

Rozwiązane w pierwszej połowie lat 90.:
- Chrześcijańska Demokracja (Democrazia Cristiana, DC)
- Włoska Partia Komunistyczna (Partito Comunista Italiano, PCI)
- Włoska Partia Liberalna (Partito Liberale Italiano, PLI)
- Włoska Partia Socjalistyczna (Partito Socialista Italiano, PSI)
- Włoski Ruch Społeczny (Movimento Sociale Italiano–Destra Nazionale, MSI-DN)